# Impactite

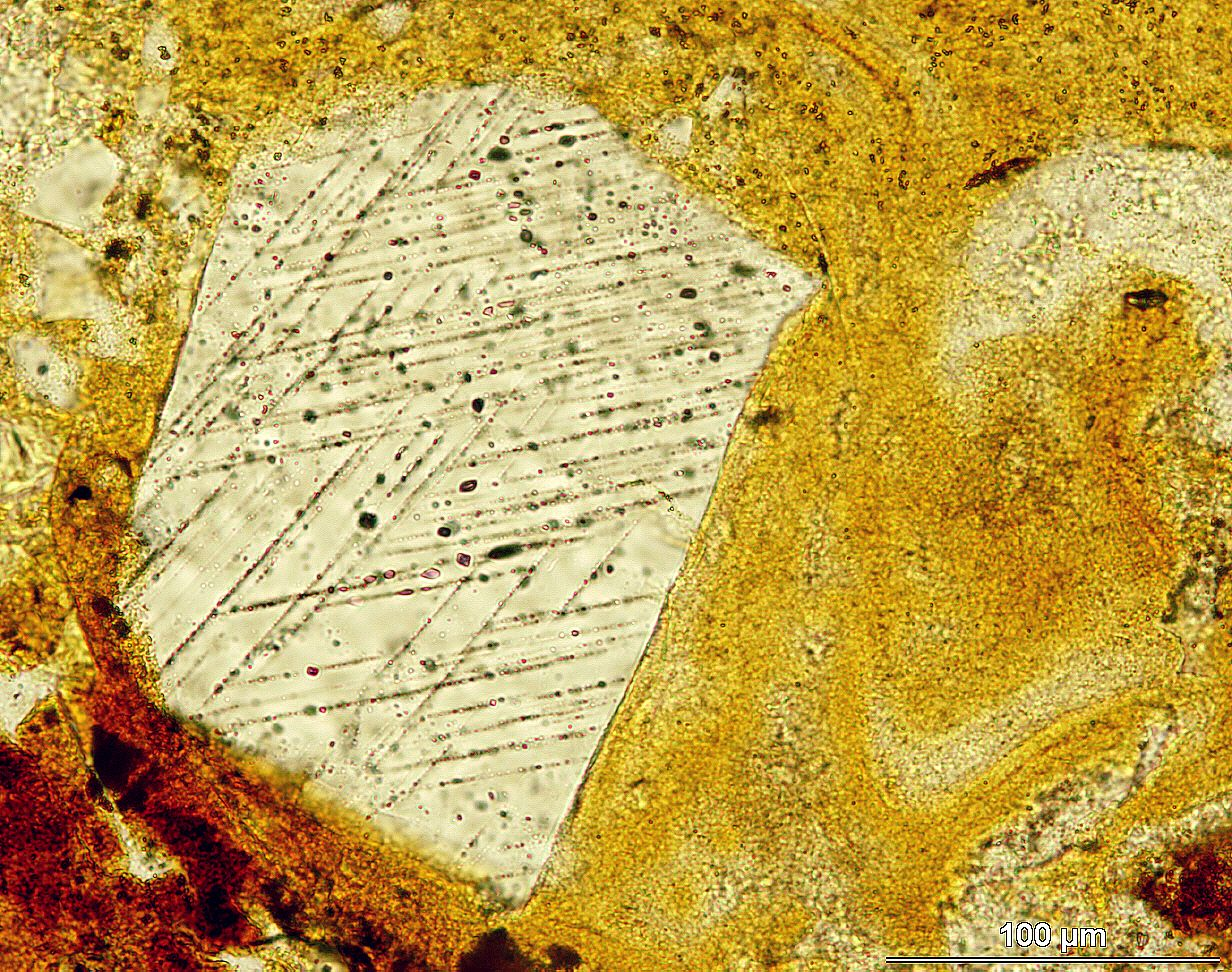
Lame mince d'impactite issue de la partie sud du Suvasvesi, montrant un quartz choqué entouré de verre naturel

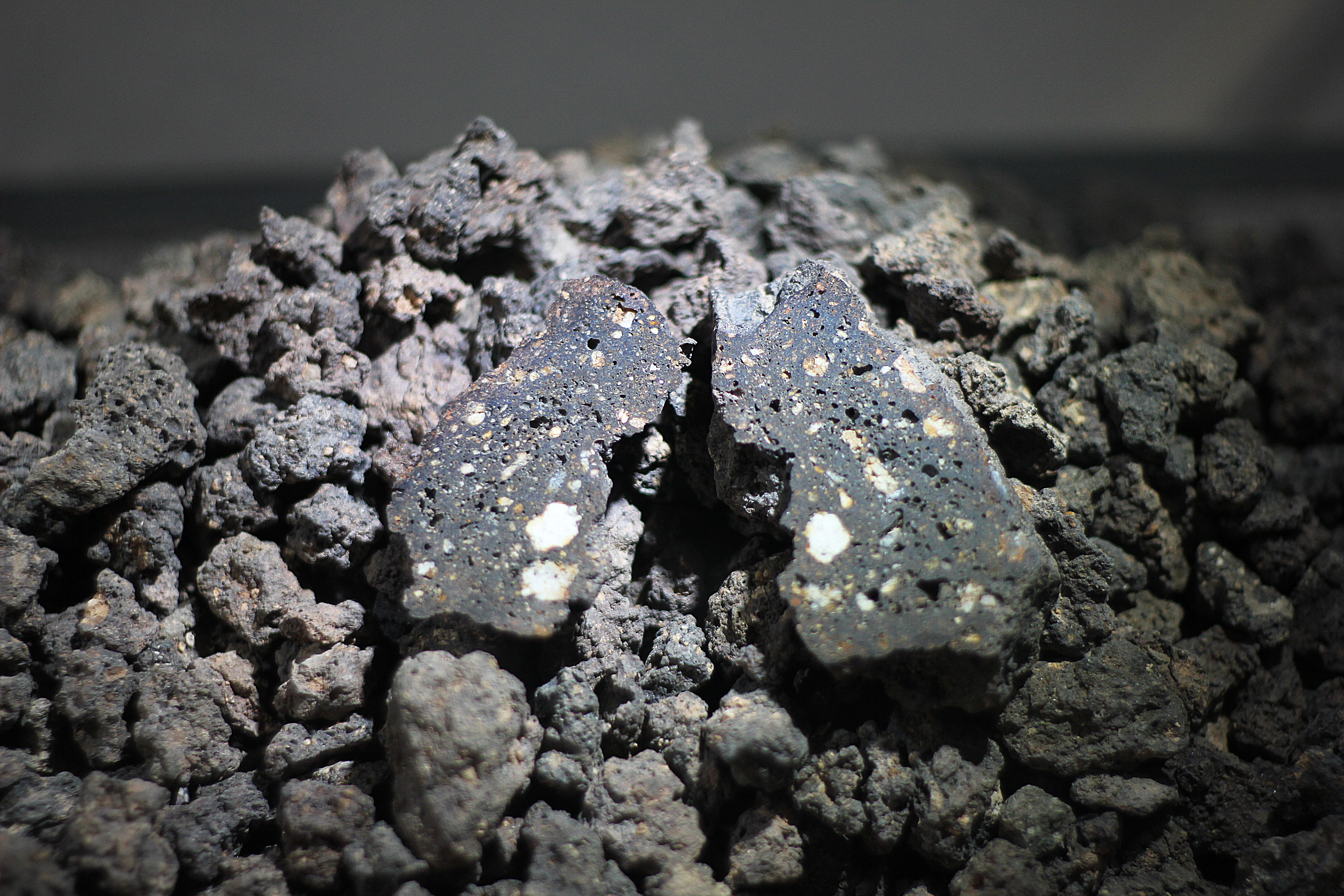
Impactites du cratère d'impact de Monturaqui (Chili)

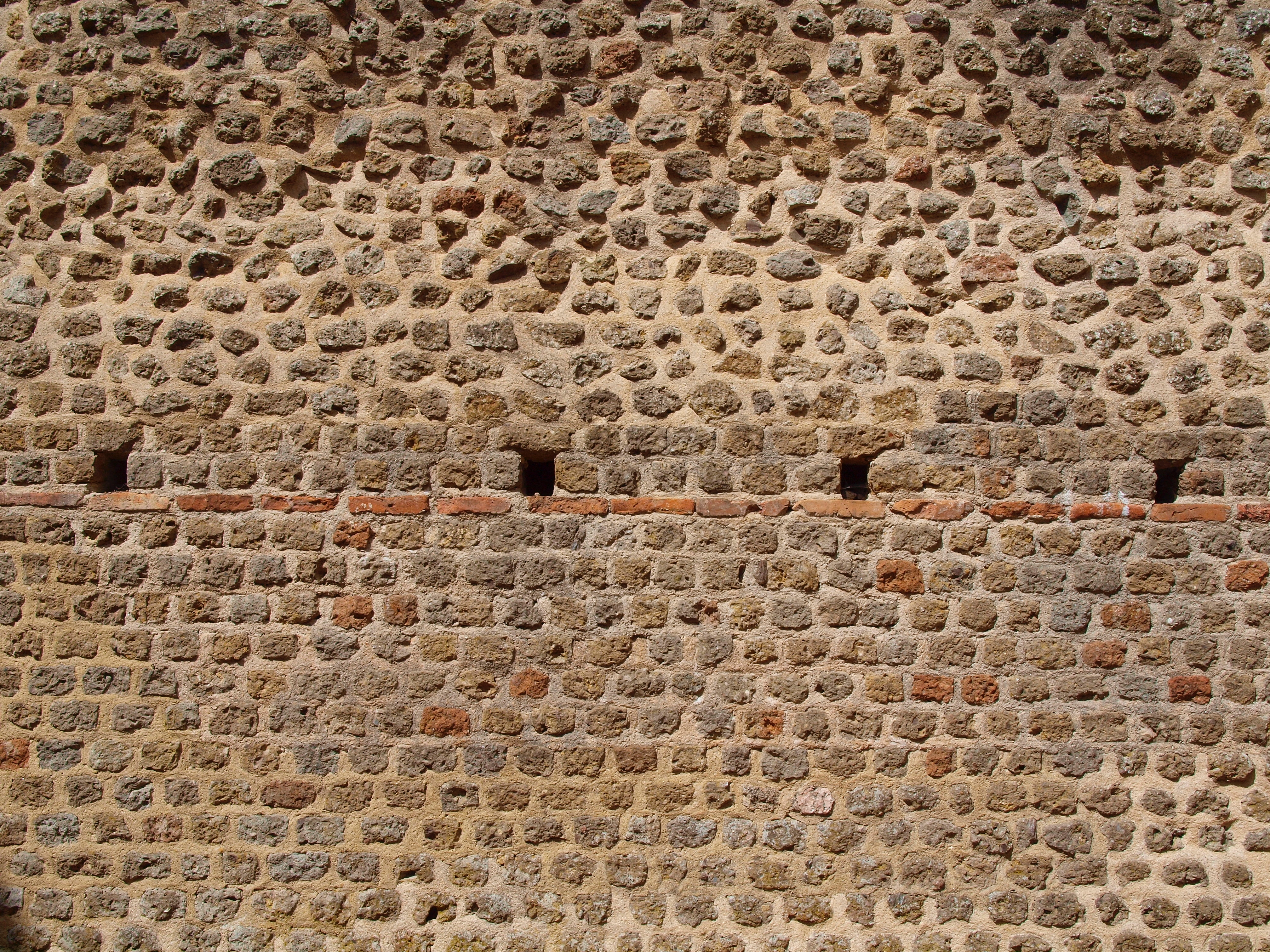
Mur en impactites provenant de l'astroblème de Rochechouart-Chassenon aux thermes de Chassenon (ancienne ville romaine de Cassinomagus en Charente)

Une impactite est une roche terrestre modifiée par l'impact d'une météorite. On retrouve souvent dans les impactites de très fines traces de la météorite qui a causé l'impact. À la différence des tectites qui ont deux points de fusion, les impactites ne remontent pas très haut dans l'atmosphère après l'impact.
Ces roches contiennent une agglomération des retombés de poussières et de fragments. Elles comportent souvent des minéraux choqués, des minéraux de haute pression (telle la coésite, la baddeleyite (en) ou la stishovite) et du verre naturel issu de la fusion due à l'impact de minéraux et à leur refroidissement rapide.
Le verre lybique, proche de la moldavite, est une impactite trouvée dans la grande mer de sable du désert de Libye et dans les plaines d'Égypte. Ce verre de teinte claire en général transparent, décrit scientifiquement pour la première fois en 1933 par le cartographe anglais Pat Clayton (en), est composé de 98 % de silice et 2 % d'alumine. Les géologues Robert Rocchia et Jean-Alix Barrat ont démontré que leur origine est bien météoritique. Selon le chercheur américain John Wasson, il s'agit d'un verre d'impact de chondrite de faible densité qui n'a jamais touché la Terre mais a explosé à une altitude de 10 à 20 kilomètres (comme l'événement de la Toungouska), provoquant un effet de souffle et une onde de chaleur qui aurait vitrifié le sol à une température de 2 000 °C.

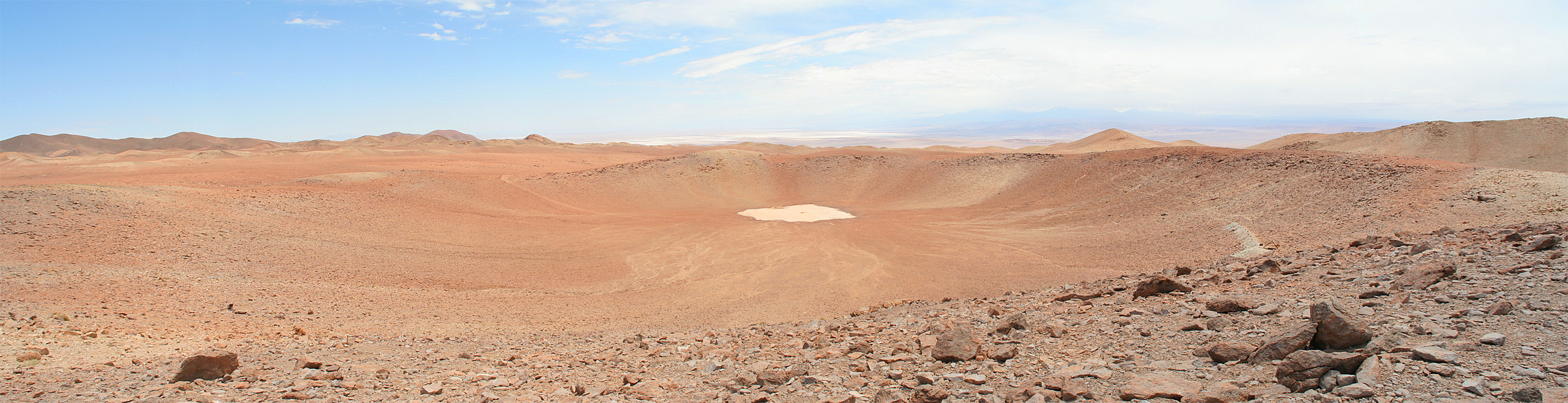
Cratère d'impact de Monturaqui